# Vestigiile apeductului roman

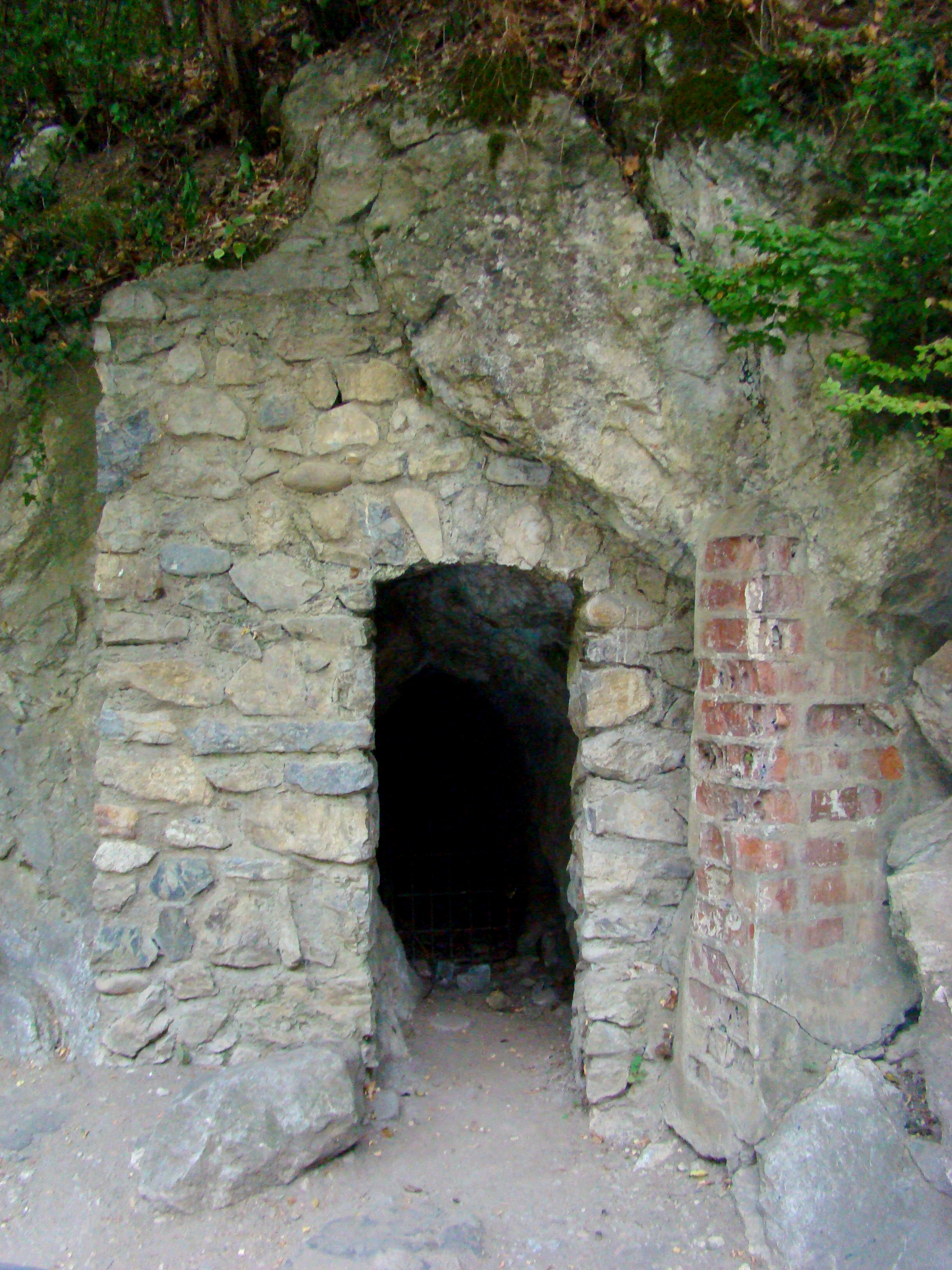
Vestigiile apeductului roman (iulie 2015)

Vestigiile apeductului roman se află în Băile Herculane, pe Strada Romană, la circa 50 de m de Hotelul Roman. Deși în panoul stradal apare ca monument istoric, se pare că a fost declasat și nu mai apare în ultima listă a monumentelor istorice din județul Caraș-Severin.

## Descriere
Vestigiile apeductului roman sunt menționate de dr. Alexandru Popoviciu în lucrarea „Băile lui Hercule sau Scaldele de le Meedia", prima lucrare în limba română despre stațiunea Băile Herculane, apărută în 1872, la Pesta: „Dintre clădirile antice romane mai esistu și acum doue fragminte din apeductele romane, care se pot vede din diosu isvorului cu apă minerală de beutu, numitu Carlsbun”.
Apeductul roman era destinat transportului apei termale de la unul din izvoarele din zona Băii Romane la Baia Apollo (Baia Mare, Baia de Șindrilă).

## Imagini

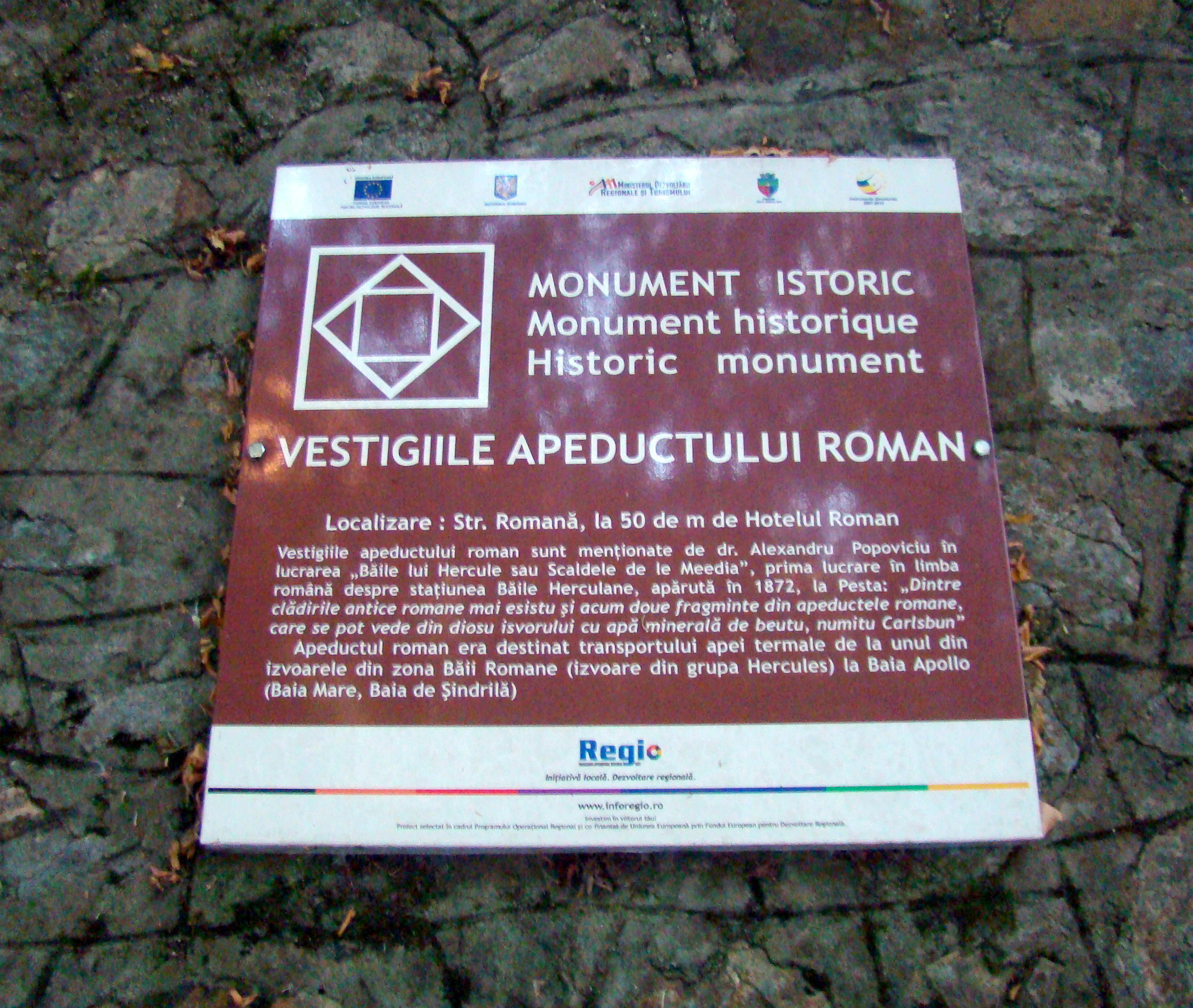
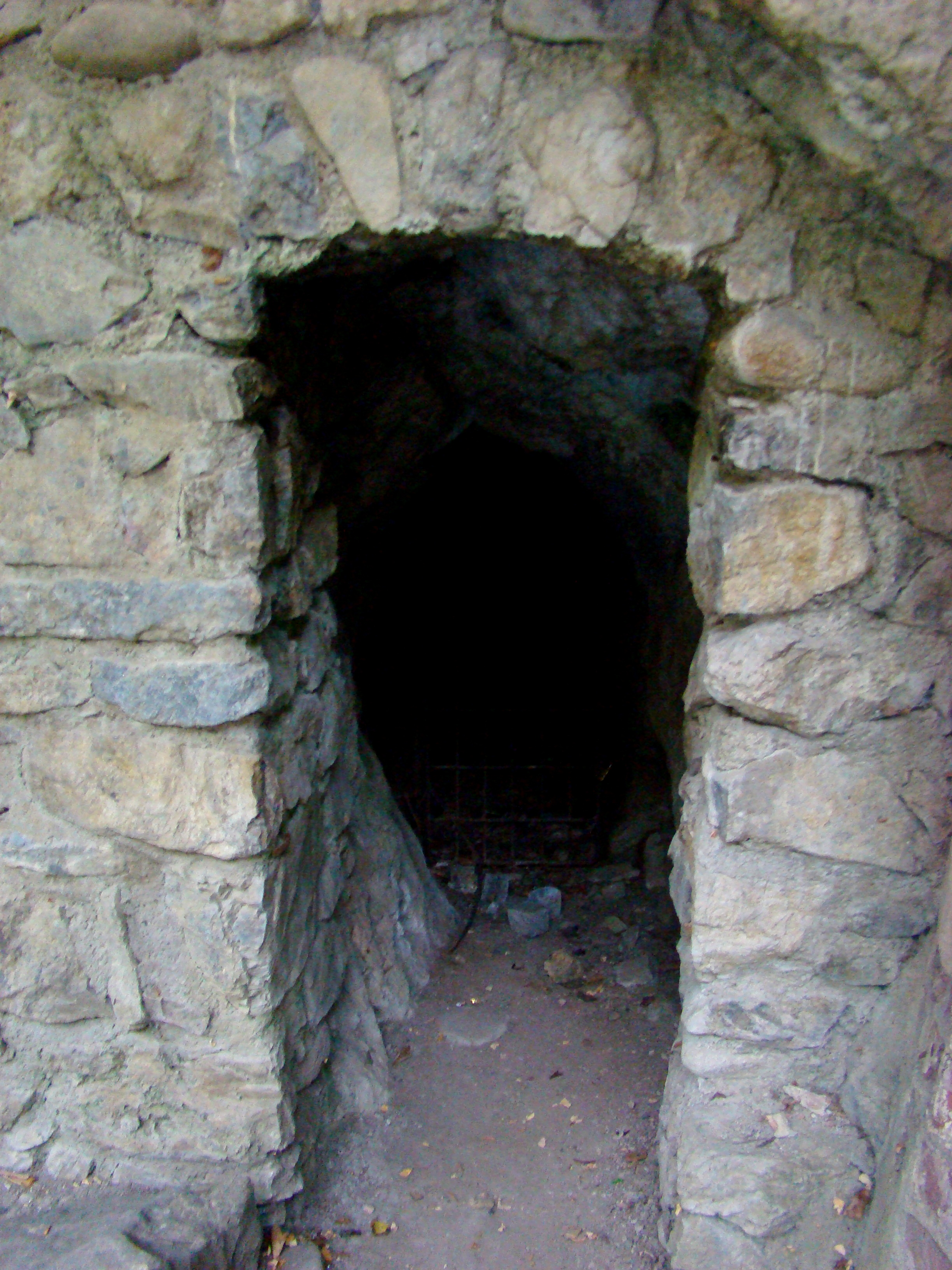
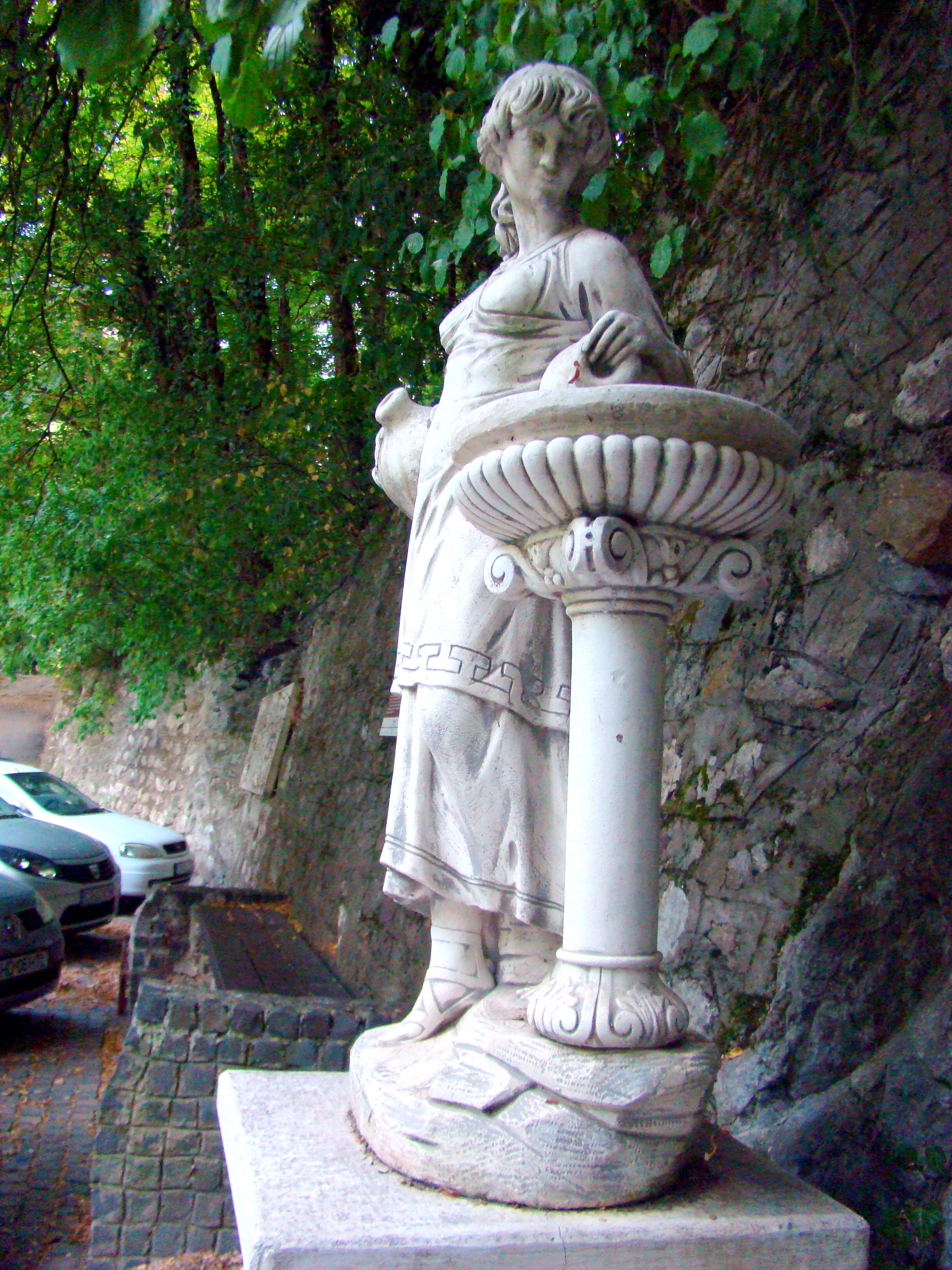
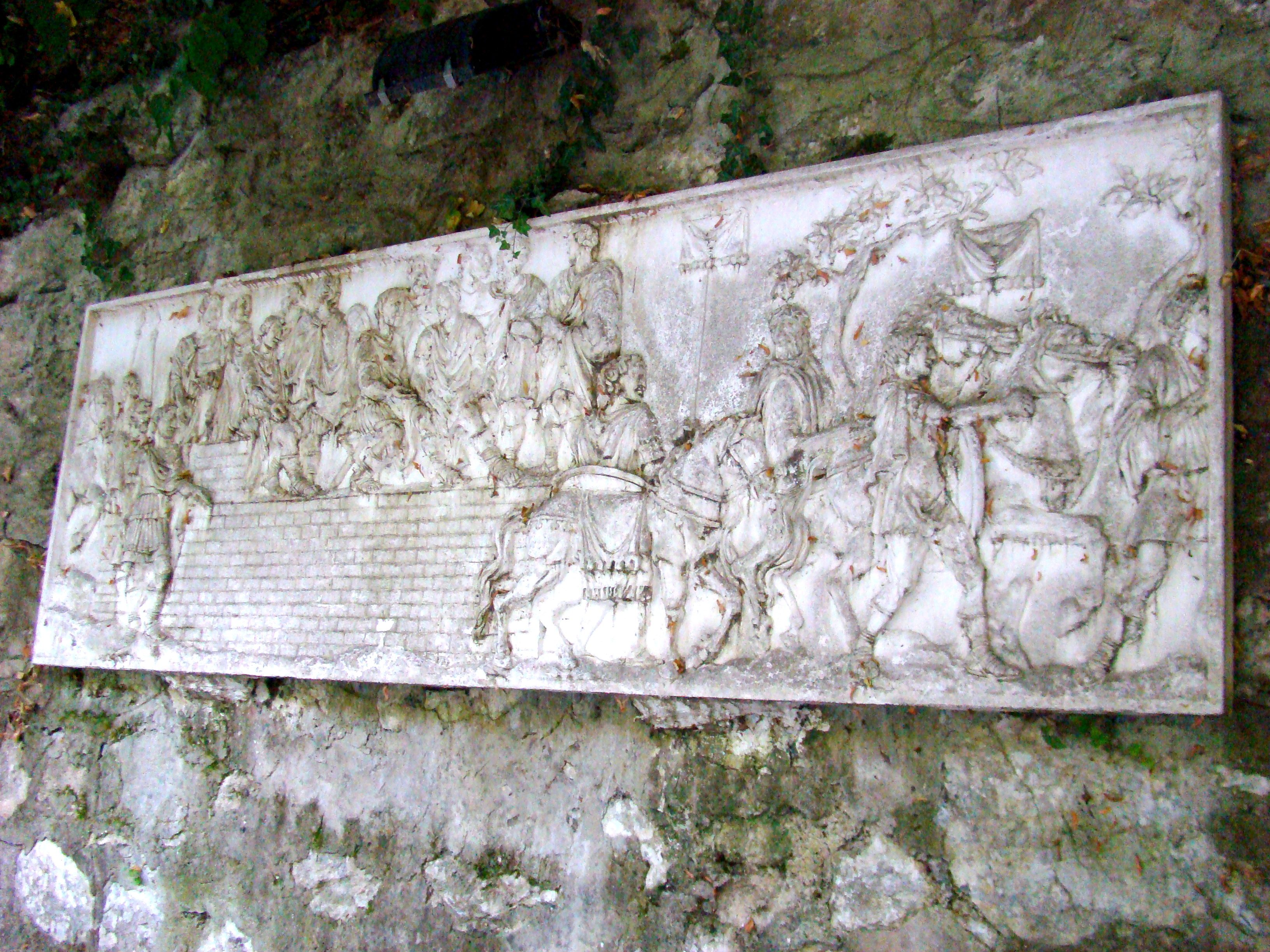
Basoreliefuri (copii) de pe Columna lui Traian
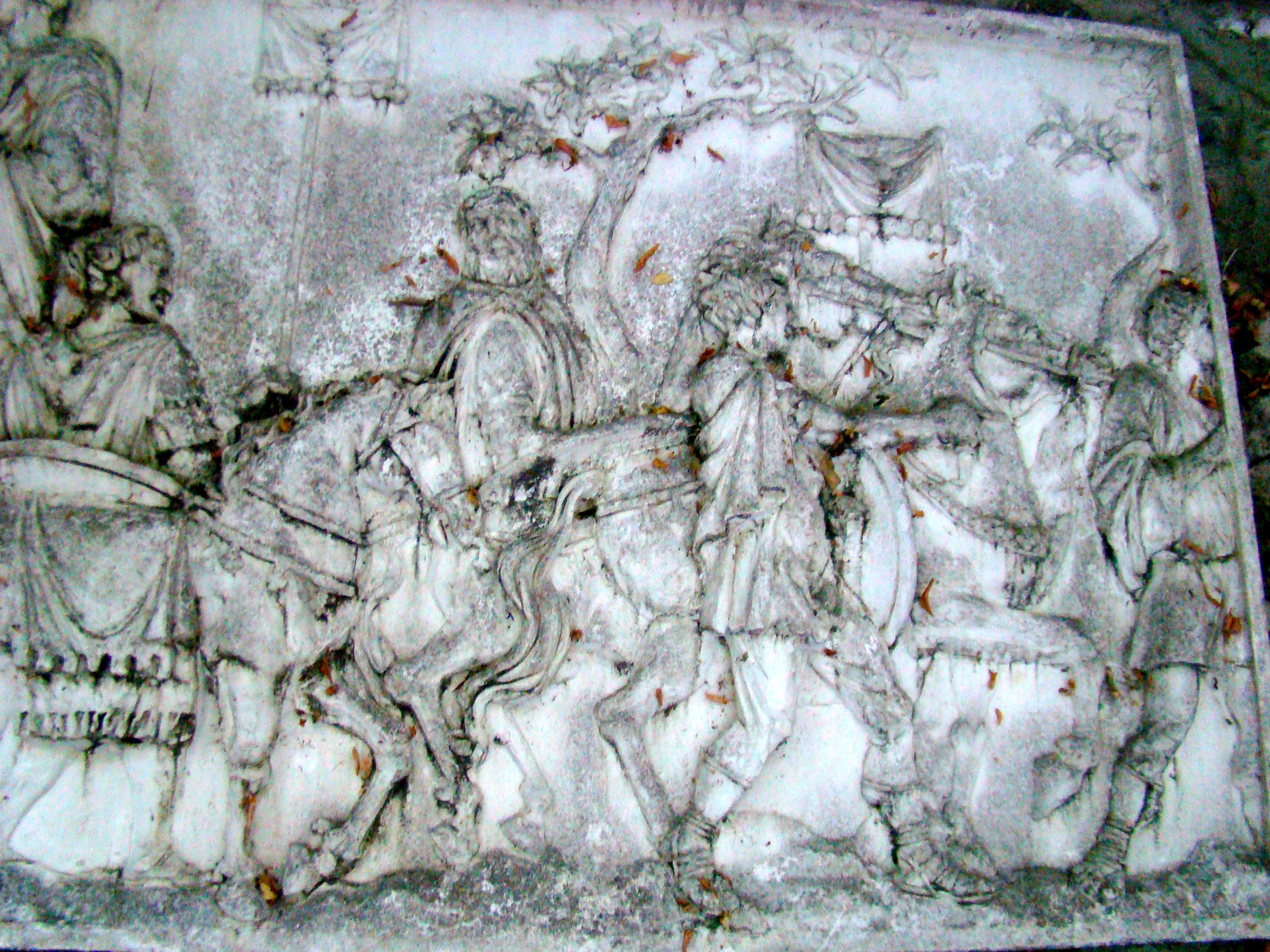
Basoreliefuri (copii) de pe Columna lui Traian